# ویلیام برچ (بازیکن فوتبال)
ویلیام برچ (انگلیسی: William Birch؛ 1887 – ۱۹۶۸ (۸۰−۸۱ سال)) بازیکن فوتبال اهل بریتانیا بود.
از باشگاه‌هایی که در آن بازی کرده‌است می‌توان به باشگاه فوتبال ناتینگهام فارست، باشگاه فوتبال ردینگ، باشگاه فوتبال بلکپول، باشگاه فوتبال گینزبورو ترینیتی، و باشگاه فوتبال گریمزبی تاون اشاره کرد.